# .tl
‎.tl‏ دامنه اینترنتی کشور تیمور شرقی است.